# Риби чистачи
Рибите чистачи (Labroides) са род актиноптери от семейство Зеленушкови (Labridae).
Таксонът е описан за пръв път от Питер Блекер през 1851 година.

## Видове
- Labroides bicolor
- Labroides dimidiatus
- Labroides pectoralis
- Labroides phthirophagus
- Labroides rubrolabiatus